# Флорес Арсила, Рубен Дарио
Рубен Дарио Флорес Арсила  (исп. Rubén Darío Florez Arcila; род. 1958)  — министр-советник Посольства Республики Колумбия в Российской Федерации. Выпускник Университета дружбы народов им. П. Лумумбы (1973). Профессор, доцент Национального университета Боготы, президент Института культуры им. Льва Толстого, переводчик произведений русских поэтов А. С. Пушкина, Б. Л. Пастернака, Арсения Тарковского.

## Биография
Рубен Дарио Флорес Арсила родился в 1958 году. В 1983 году окончил с красным дипломом историко-филологический факультет Университета дружбы народов им. Патриса Лумумбы по специальности «филология». Продолжил образование в магистратуре Национального университета Колумбии по направлению «Анализ современных политических и экономических проблем» (1984—1986). Учёба закончилась защитой кандидатской диссертации по истории Латинской Америки.
По окончании учёбы работал доцентом кафедры лингвистики Национального Университета Колумбии, преподавал в магистратуре по специализации «педагогика образования». Президент научного и издательского совета международного журнала лингвистики и семиотики «Форма и функция».
В настоящее время Рубен Дарио Флорес Арсила — директор Института русской культуры «Лев Толстой» в городе Боготе. На базе этого учреждения в Колумбии проводятся концерты, выставки русских писателей, поэтов, художников. В их числе выставки: «Русский авангард 1910, 1930 гг.», «500 лет русской иконы» из собраний Третьяковской галереи и др. В 2002 и 2003 годах при участии Рубена Дарио подготовлены и изданы каталоги выставок картин Государственной Третьяковской галереи в Колумбии.
Рубен Дарио Флорес избран Генеральным секретарем Ассоциации писателей и поэтов Колумбии, является Членом Колумбийского общества борьбы за мир, членом Ассоциации испанистов России.

## Творчество
Будучи знаком с русской культурой, Рубен Дарио Флорес Арсила готовит и проводит на Национальном радио Колумбии программы, посвященные русской литературе, является автором многих литературных, научных и исторических изданий по латиноамериканской и российской культуре, издает поэтические сборники.
Перевел на испанский язык и издал книги переводов стихотворений и поэм А. С. Пушкина (1999 г.), А. А. Ахматовой (2007 г.), А. Тарковского,  антологию русской поэзии (2002), «Поэзию от Джона Донна до Иосифа Бродского» (2005).
Рубен Дарио Флорес пропагандирует в Колумбии Московский университет РУДН, ведет работу по направлению на учебу в университет колумбийских граждан. Под руководством и при участии Рубена Дарио Флорес Арсила в Институте  русской культуры «Лев Толстой» работают курсы русского языка.

## Награды
- Орден Дружбы (14 октября 2010 года, Россия) — за большой вклад в развитие российско-колумбийских отношений[3].

## Труды
- Рубен Дарио Флорес Арсила. Секрет Л. Н. Толстого, разгаданный мальчиком и Колумбии, читавшим «Войну и мир». Материалы XXXIV Международных Толстовских чтений, Тула. 2014.